# Ichneumon quadrialbatus
Ichneumon quadrialbatus là một loài tò vò trong họ Ichneumonidae.